# فاطمه بنت یوسف حلبی
فاطمه بنت یوسف حنبلی حلبی (؟ -۱۵۱۹) بانوی صوفی و محدث شامی بود. از برهان‌الدین حلبی سماع داشت. پس از بازگشت از حج دوم، عزلت‌گزین شد و در بیت‌المقدس ساکن گشت. در حج سوم، در مکه ماند و همان‌جا درگذشت.